# Vision (computerspel)
Vision  is een computerspel dat werd ontwikkeld door Radek Svarz. Het spel werd in 1997 uitgebracht door Magna Media/64'er voor de Commodore 64. De muziek is van Rastislav Smutný. Het spel is Engelstalig en kan met maximaal één persoon gespeeld worden.